# 슬로베니아 민주당
슬로베니아 민주당(슬로베니아어: Slovenska demokratska stranka)은 슬로베니아의 자유주의, 중도우파 정당이다. 1989년 설립되었다. 현재 지도자는 야네즈 얀샤이다.